# Fertőd
Fertőd  este un oraș în districtul Sopron, județul Győr-Moson-Sopron, Ungaria, având o populație de 3.241 de locuitori (2011). 

## Demografie
Componența etnică a orașului Fertőd
     Maghiari (90,27%)
     Germani (8,39%)
     Necunoscut (0,62%)
     Alții (0,72%)
Componența confesională a orașului Fertőd
     Romano-catolici (72,32%)
     Fără religie (4,81%)
     Reformați (1,97%)
     Necunoscută (18,94%)
     Alte religii (2,65%)
Conform recensământului din 2011, orașul Fertőd avea 3.241 de locuitori. Din punct de vedere etnic, majoritatea locuitorilor (90,27%) erau maghiari, cu o minoritate de germani (8,39%). Apartenența etnică nu este cunoscută în cazul a 0,62% din locuitori.  Din punct de vedere confesional, majoritatea locuitorilor (72,32%) erau romano-catolici, existând și minorități de persoane fără religie (4,81%) și reformați (1,97%). Pentru 18,94% din locuitori nu este cunoscută apartenența confesională.